# Рахлоуц, Якуб
Я́куб Ра́хлоуц (в.-луж. Jakub Rachlowc; немецкий вариант — Якоб Рахлитц, нем. Jacob Rachlitz; 4 мая 1817, Гучина, Лужица, Королевство Саксония — 6 июля 1858 , там же) — лужицкий художник и поэт. Писал на верхнелужицком языке.
Родился в 1817 году в семье садовника в серболужицкой деревне Гучина (сегодня – часть коммуны Мальшвиц). Самостоятельно освоил живопись. Занимался сельским хозяйством. В 1840 году получил отцовское хозяйство, которое из-за высокой земельной ренты был вынужден в 1851 году продать. Потом проживал в сёлах Брезына и Ямно. Освоив игру на гуслях, зарабатывал себе на жизнь игрой на свадьбах.
Опубликовал несколько десятков стихотворений в лужицких периодических изданиях Tydźenska Nowina и Serbske Nowiny.
Умер 6 июля 1858 года в Гучине.